# Mateu Oliveras Blanch
Mateu Oliveras i Blanch (Tortellà, Garrotxa, 16 de març de 1929 - Caldes de Malavella, La Selva, 17 de juny de 2002), va ser un músic, fotògraf i compositor de sardanes català.

## Biografia
En Mateu Oliveras era fill del músic Narcís Oliveras i Guillamet, de qui rebé les primeres lliçons de solfeig i tenora. Quan tenia un any la seva família va anar a viure a Sant Joan de les Abadesses, on en Mateu residí fins a la dècada dels 50 del segle xx.
Anys després va completar els estudis de tenora de la mà del seu oncle matern, Ferran Blanch i Arché, que també el va ensenyar a construir canyes de tenora. Amb el temps es va especialitzar per a la formació d'orquestra i dominà a la perfecció el saxo tenor, el saxo alt, el clarinet, la flauta i el violí, mentre que amb la formació de cobla tocava amb una mestria impecable la tenora.
Als 14 anys formava part de la cobla-orquestra Piriné-Jazz (posteriorment aquesta formació va canviar el nom pel de Principal de Sant Joan de les Abadesses) de la qual el seu pare era director i flabiolaire.
El seu pare també va fundar i dirigir la Coral Colònia Llaudet, en la qual en Mateu i el seu germà Ramon, també músic, col·laboraven sovint amb arranjaments i tasques musicals.
L'any 1955, en Mateu feu el pas més important de la seva vida musical, integrant-se a l'Orquestra Internacional Maravella, formació a la qual va estar fins al febrer de 1972, fent de solista de tenora a totes les gravacions de sardanes de la cobla-orquestra. És en aquest moment quan passa a residir a Caldes de Malavella, amb la seva esposa, on s'estableixen definitivament, formen una família amb els seus dos fills i regenten un popular negoci de fotografia.
A partir de 1972, i per un període de tres temporades, en Mateu Oliveras va formar part del conjunt Estels de Cassà de la Selva.
Va ser un excel·lent compositor de sardanes i l'Agrupació de Sardanistes de Caldes de Malavella li va dedicar l'Aplec de la Sardana de 2003. En commemoració del músic, en aquesta data es va inaugurar un monument en el seu record, que es va instal·lar a l'entrada del Grup d'Habitatges Canigó de Caldes de Malavella, on havia viscut els darrers anys de la seva vida.

## Sardanes
- El general Bum-bum (1948)
- Gentil Maria Rosa (1949)
- Cors Catalans (1949)
- Comte Jofre (1950), obligada de tenora
- Quin parell (1950), sardana de lluiment de tenora i fiscorn
- Mar endins (1950). Declarada Sardana d'Honor el 8 de setembre de 2002, amb motiu de la Festa Major de Sant Joan de les Abadesses
- A l'avi Munells (1950)
- Llorenceta (1951)
- La Font dels Vermells (1951), dedicada a la Coral Colònia Llaudet
- Tempesta al Pirineu (1952)
- Bufa noi a Sant Joan, lluïment de tenora i dedicada a la vila de Sant Joan de les Abadesses.[3]